# Résolution 35 du Conseil de sécurité des Nations unies
Membres permanents
- Chine
- États-Unis
- France
- Royaume-Uni
- URSS

Membres non permanents
- Australie
- Belgique
- Brésil
- Colombie
- Pologne
- Syrie

Résolution no 34 Résolution no 36
La résolution 35 est une résolution du Conseil de sécurité de l'ONU qui a été votée le 3 octobre 1947 concernant la question indonésienne et qui décide que :
- le secrétaire général convoquera la commission chargée d'étudier le sujet,
- que cette commission commencera ses travaux le plus rapidement possible.

Les abstentions sont celles de la Pologne et de l'URSS.

## Texte
- Résolution 35 sur fr.wikisource.org
- Résolution 35 sur en.wikisource.org